# CAMM
Compression Attached Memory Module (CAMM) és un mòdul de memòria desenvolupat a Dell per l'enginyer Tom Schnell com a reemplaçament de SO-DIMM que s'utilitza des de fa 25 anys.
CAMM es va crear per superar les limitacions tècniques de la memòria DDR tradicional. El mòdul CAMM permet traces més curtes en comparació amb SO-DIMM, permetent que la memòria s'executi amb menys potència ia velocitats més altes. El mòdul de memòria es pressiona i es manté al seu lloc contra una barra amb contactes de pins de matriu de graella de pads que es connecten a la placa base. JEDEC Solid State Technology Association (JEDEC) té previst completar l'especificació CAMM 1.0 el segon semestre de 2023.
Un mòdul CAMM no estàndard es va enviar per primera vegada als ordinadors portàtils de la sèrie Dell Precision 7000 el 2022.
Els avantatges de CAMM inclouen un gruix més baix, permeten mòduls LPDDR reemplaçables, proporcionen velocitats més ràpides per sobre de 6400 MHz, més capacitats fins a 128 GB per mòdul i més amplada de banda. Els desavantatges són que no es pot muntar sense eines i utilitza sis cargols.

## Història
L'abril de 2022, Dell va llançar ordinadors portàtils de la sèrie Dell Precision 7000 que utilitzaven un factor de forma personalitzat de CAMM per a SDRAM DDR5.
El juny de 2023, ADATA va fer una demostració d'un mòdul de memòria CAMM de disseny actualitzat, que sembla diferent (i més compacte) que el disseny de Dell 2022.
S'espera que l'especificació CAMM es finalitzi el segon semestre de 2023.